# 劉官芳
劉 官芳（りゅう かんほう、Liú Guānfāng、? - 1864年）は、太平天国の指導者の一人。襄王に封ぜられた。
広西省潯州府武宣県出身。広西省の天地会の首領の一人だったが、1850年の金田蜂起に加わった。1855年より韋俊のもとで、武昌を3度にわたって防衛した。しかし1859年に韋俊が池州で清軍に投降したため、韋俊の部将の劉官芳・頼文鴻（頼文光の兄）・古隆賢・黄文金は楊輔清の指揮のもと、韋俊を攻撃し池州を奪回した。その後、匡王頼文鴻・奉王古隆賢とともに、曽国藩が湘軍の司令部を置いた祁門を包囲するなど安徽省南部で作戦にあたったり、金壇の守備に当たるなどした。1864年、浙江省長興の守備に当たっていたところ、淮軍の郭松林の攻撃を受けて、城は陥落し、劉官芳は戦死した。